# Can’t Stop
Can’t Stop ist ein Würfelbrettspiel von Sid Sackson.
Das Ziel des Spieles ist es, in drei Spalten das obere Ende zu erreichen.
Dabei kann jeder Spieler in jedem Zug entscheiden, wie oft er würfeln möchte. Je öfter er würfelt, desto größer wird das Risiko, das in diesem Zug Erreichte wieder zu verlieren.
Das Spiel war 2008 eingesetzt als eine von vier Disziplinen innerhalb der Deutschen Mannschaftsmeisterschaft im Brettspiel.

## Geschichte
1974 erschien The Great Races in der Spielesammlung The 6 Pack of Paper & Pencil Games beim Verlag Gamut of Games. Dieses Spiel gilt als Vorgänger zu Can’t Stop. The Great Races wurde dann 1978 in der Januar/Februar-Ausgabe des Games Magazine erneut veröffentlicht.
1980 erschien das Spiel mit leicht veränderten Regeln und schlichtem Layout als Can’t Stop bei Parker Brothers. In Spanien wurde das Spiel von Borras Plana als Basta vertrieben und in Frankreich von Miro Meccano. Die deutsche Ausgabe erschien dann 1981 bei Parker. Diese Ausgabe war dann auf der Auswahlliste zum Spiel des Jahres 1981 und 1982. Franjos brachte das Spiel 1991 mit neuem Layout (Bergsteiger) in Deutschland heraus. 1998 wurde Can’t Stop das dritte Spiel in der Brettspielwelt. 2005 erschien dann bei Franjos eine Neuauflage. Eine andere, grafisch aufwändigere französische Ausgabe erschien 2006 bei Asmodée Editions. Schließlich lizenzierte Ravensburger 2007 das Spiel bei Franjos und veröffentlichte Can’t Stop erneut mit schlichtem Layout in mehreren Sprachen. Seitdem wird in der Brettspielwelt auch das Layout von Ravensburger verwendet. Face 2 Face Games vertreibt eine dreisprachige Version dieser Neuauflage von Ravensburger seit 2007 in Nordamerika.
Spätestens seit 2011 liegt die Lizenz wieder bei Franjos. Dort erschien eine neue Version (wieder im Bergsteiger-Design), Ravensburger verweist auf seiner Seite darauf, dass man nicht mehr über die Lizenz verfügen würde.

## Spielmaterial
Das Spielbrett besteht aus elf Spalten, die mit 2 bis 12 durchnummeriert sind.
Die Spalten bestehen aus 3 – 13 Feldern. Die Zahl der Felder entspricht in etwa der Wahrscheinlichkeit, mit der die Spaltennummer
mit 2 Würfeln erwürfelt werden kann. Zudem gehören zum Spiel:
- 4 Würfel
- 44 Spielsteine, je 11 in 4 Farben
- 3 Läufer (weiße Spielsteine)

## Regeln

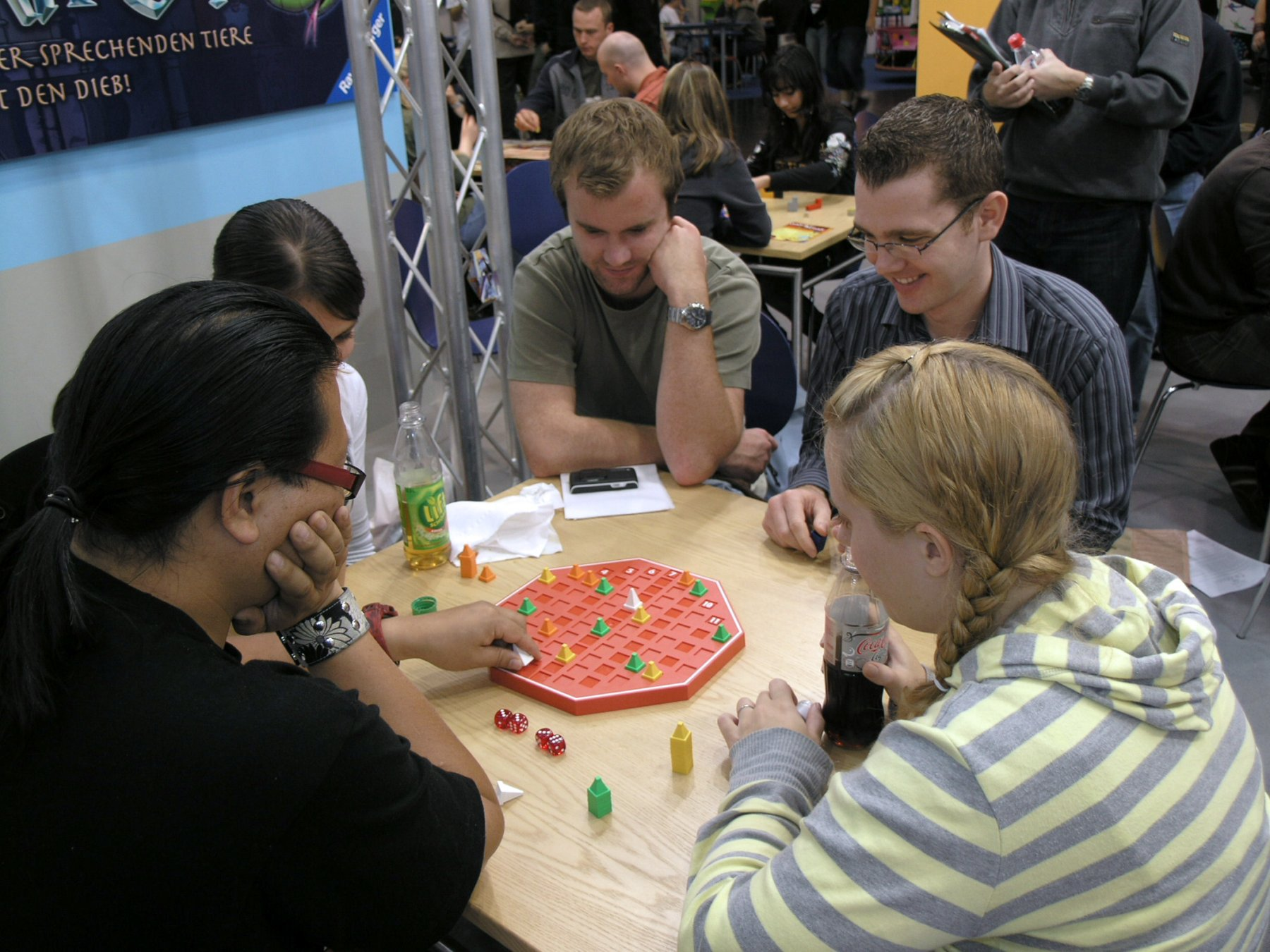
Spiel zu dritt

Jeder Spieler wählt eine Farbe und erhält die 11 Steine dieser Farbe. Das Brett ist zu Beginn leer.
Dann kommen die Spieler reihum zum Zug. Am Anfang eines Zuges sind die drei Läufer nicht auf dem Brett. Der Ziehende kann bereits aus einem früheren Zug Steine auf dem Brett haben.
Der Spieler am Zug wirft die 4 Würfel und bildet daraus 2 Paare, er entscheidet frei, wie er die Würfel kombiniert. Die Augen der Würfelpaare werden jeweils addiert und ergeben zwei Nummern von Spalten, in denen nun gezogen wird. Beide Zahlen müssen genutzt werden, soweit möglich, indem man in der jeweiligen Spalte einen Läufer einsetzt oder zieht. Wenn die Zahlen gleich sind, erfolgen zwei Aktionen in dieser Spalte nacheinander, nach den gleichen Regeln.
Steht in einer erwürfelten Spalte bereits ein Läufer und ist er noch nicht auf dem höchsten Feld, wird er ein Feld weiter gezogen. Steht darin noch kein Läufer und hat man noch nicht alle 3 Läufer eingesetzt und wurde die Spalte nicht schon von einem Spieler gewonnen, so wird ein Läufer in diese Spalte gesetzt: Falls der Ziehende in dieser Spalte bereits einen Stein hat, wird der Läufer auf das darauf folgende Feld gesetzt, ansonsten auf das erste (unterste) Feld der Spalte.
Danach kann der Ziehende, wenn er möchte, noch einmal würfeln. Er kann frei entscheiden, wie oft er in seinem Zug würfelt. Weiter zu würfeln, kann aber mit einem Risiko verbunden sein: Wenn ein Spieler die Würfel nicht so kombinieren kann, dass er in mindestens einer Spalte einen Läufer ziehen oder einsetzen kann, verfällt sein ganzer Zug: Alle Läufer werden vom Brett genommen, und der nächste Spieler ist am Zug.
Wenn der Ziehende seinen Zug freiwillig beendet, werden die Läufer jeweils durch einen Stein in seiner Farbe ersetzt bzw. wenn er in der Spalte schon einen Stein hat, wird dieser zur Läuferposition vorgerückt. Es können Steine verschiedener Spieler auf dem gleichen Feld stehen. Wer einen Stein auf dem höchsten Feld einer Spalte platziert, gewinnt damit diese Spalte, in diese kann dann kein Läufer mehr eingesetzt werden. Wer zuerst drei Spalten gewinnt, hat das Spiel gewonnen.

## Strategie
Es gibt 2 Grundstrategien:
1. Man würfelt nur, solange es freie – noch nicht auf das Brett gesetzte – Läufer gibt. Würfelt man eine läuferlose Spalte, kann man somit einen Läufer einsetzen. Nachdem man den dritten Läufer gesetzt hat, beendet man das Würfeln. Man kommt langsam, aber sehr sicher voran. Es ist allerdings möglich, wenn auch unwahrscheinlich, dass man nur Spalten bilden kann, die bereits gewonnen wurden, so dass der Zug verfällt.
2. Nach dem Setzen aller freier Läufer würfelt man weiter und hofft, dass es gut geht. Wenn man Glück hat, kann man sehr weit kommen und evtl. vorherige Misserfolge wieder aufholen.

Sinnvoll ist es, in einem Zug möglichst lange einen Läufer außerhalb des Bretts zu lassen, also möglichst die Nummern solcher Spalten zu bilden, in denen bereits ein Läufer steht. Danach wird behutsam Strategie 2 eingesetzt und zum richtigen Augenblick der Zug beendet.

## Varianten
In den Ravensburger-Regeln sind außerdem folgende Varianten erwähnt:
1. Man muss vier Spalten (bei drei Spielern) bzw. fünf Spalten (bei zwei Spielern) gewinnen, um das Spiel zu gewinnen.
2. Man ist verpflichtet, seine Läufer so bald wie möglich einzusetzen. Mit jedem Wurf müssen so viele Läufer wie möglich eingesetzt werden.
3. Man darf seinen Zug nicht beenden, wenn ein Läufer auf einem Feld mit einem gegnerischen Stein steht.